# 福島秀和
福島 秀和（ふくしま ひでかず 、1984年12月25日 - ）は日本の男性総合格闘家。大阪府出身。MMA&BJJ BLOWS所属。

## 来歴
1984年12月25日、大阪府に生まれる。シューティングジム大阪を経てBLOWSに所属し、元修斗ウェルター級王者・中蔵隆志の指導を受けている。
2010年4月3日、角田成健との対戦でプロデビューを果たし、判定勝ちを収める。
2011年11月2日、修斗に初参戦し、竹内稔との対戦では一本負け。
2014年7月20日、パンクラスに初参戦し、野中翔との対戦で一本勝ちを決める。
2022年2月8日に現役引退を発表した。

## 人物
- 2016年に癌で亡くなったかつてのチームメイト呑谷尚平の試合パンツで試合に出場している[4]。

## 戦績
| 総合格闘技 戦績 | 総合格闘技 戦績 | 総合格闘技 戦績 | 総合格闘技 戦績 | 総合格闘技 戦績 | 総合格闘技 戦績 | 総合格闘技 戦績 |
| --------------- | --------------- | --------------- | --------------- | --------------- | --------------- | --------------- |
| 23 試合         | (T)KO           | 一本            | 判定            | その他          | 引き分け        | 無効試合        |
| 14 勝           | 1               | 4               | 9               | 0               | 1               | 0               |
| 8 敗            | 0               | 2               | 6               | 0               | 1               | 0               |

| 勝敗 | 対戦相手           | 試合結果                           | 大会名                                  | 開催年月日     |
| ○    | 平田丈二           | 5分3R終了 判定3-0                  | PANCRASE 大阪大会                       | 2020年8月9日   |
| ×    | ブラッディ・ファン | 5分3R終了 判定0-3                  | PANCRASE 312                            | 2020年2月16日  |
| ×    | 春日井“寒天”たけし | 5分3R終了 判定0-3                  | PANCRASE 305                            | 2019年5月26日  |
| ○    | 林大陽             | 3R 0:53 チョークスリーパー         | PANCRASE 302                            | 2018年12月9日  |
| ○    | 山本哲也           | 3分3R終了 判定3-0                  | PANCRASE 大阪大会                       | 2018年7月15日  |
| ×    | TSUNE              | 5分3R終了 判定0-3                  | PANCRASE 294                            | 2018年3月11日  |
| ○    | 原田惟紘           | 3R 0:31 腕ひしぎ十字固め           | PANCRASE 291                            | 2017年11月12日 |
| ×    | 佐久間健太         | 5分3R終了 判定1-2                  | PANCRASE 287                            | 2017年5月28日  |
| ×    | 上田将勝           | 5分3R終了 判定0-3                  | PANCRASE 282                            | 2016年11月13日 |
| ○    | CORO               | 5分3R終了 判定3-0                  | PANCRASE 大阪大会                       | 2016年7月31日  |
| ○    | 合島大樹           | 3分3R終了 判定3-0                  | PANCRASE 276                            | 2016年3月13日  |
| ×    | ビクター・ヘンリー | 1R 4:32 フロントチョーク           | PANCRASE 270                            | 2015年10月4日  |
| ○    | 藤井伸樹           | 3分3R終了 判定3-0                  | PANCRASE 268                            | 2015年7月5日   |
| ○    | 野中翔             | 3R 0:55 三角絞め                   | パンクラス大阪主催興行                  | 2014年7月20日  |
| ×    | 小野島恒太         | 3R終了 判定0-3                     | Shooto-Gig Tokyo15                      | 2013年8月25日  |
| ○    | エダ塾長こうすけ   | 2R終了 判定3-0                     | Shooto-Gig West15                       | 2013年7月28日  |
| △    | 佐久間健太         | 2R終了 判定0-0                     | Shooto-The Rookie Tournament Final 2012 | 2012年12月15日 |
| ○    | 魚井フルスイング   | 5分2R終了 判定2-0                  | Shooto-12th Round                       | 2012年11月19日 |
| ○    | 角田成稔           | 2R終了 判定3-0                     | Shooto-Border: Season 4-Second          | 2012年9月23日  |
| ○    | 御剣おかぱー       | 2R 3:50 KO                         | Shooto-Gig Central 24                   | 2012年2月12日  |
| ×    | 竹内稔             | 1R 3:48 フロントスリーパーホールド | Shooto-Gig Central 23                   | 2011年11月2日  |
| ○    | 金山浩樹           | 2R 1:30 リアネイキッドチョーク     | Rising On 6                             | 2011年4月3日   |
| ○    | 角田成健           | 5分2R終了 判定                     | GCM-Demolition West                     | 2010年4月3日   |

## 獲得タイトル
- 第8回 関西アマチュア修斗選手権 フェザー級 優勝（2008年）
- 第6回 中部アマ修斗選手権 フェザー級 準優勝（2009年）
- 第6回 西日本アマチュア修斗オープントーナメント フェザー級 優勝（2009年）
- 修斗 新人王決定トーナメント フェザー級 準優勝（2012年）[5]